# Mount Paget
A Mount Paget a Dél-Georgián található Allardyce-hegység legmagasabb csúcsa. 2935 méterével nemcsak a hegység, hanem Dél-Georgia, sőt az Egyesült Királyság fennhatósága alatt álló területek legmagasabb pontja (ha az ország antarktiszi követeléseit nem számítjuk).
Alakja nyeregre emlékeztet, a sziget közepén helyezkedik el, Grytvikenből tisztán látható.